# Dieter Schwarze
Dieter Schwarze (* 8. August 1942 in Leipzig; † 20. Juli 2011 in Löbnitz) war ein deutscher Politiker (DSU, parteilos).

## Leben
Nach seinem Abitur 1961 studierte Schwarze an der Universität Leipzig und schloss das Studium 1967 als Diplom-Landwirt ab. Im Anschluss war er bis 1982 Leiter der Tierproduktion in der LPG Löbnitz im damaligen Kreis Delitzsch. Im Jahr 1976 promovierte er zum Doktor der Agrarwissenschaften. Von 1982 bis 1990 war er Vorsitzender der LPG Löbnitz. 
Politisch schloss sich Schwarze 1990 zunächst der Deutschen Sozialen Union an, verließ die Partei aber im Juni 1990 wieder. Ab Mai 1990 war er in der Regierung de Maizière Staatssekretär im Ministerium für Ernährung-, Land- und Forstwirtschaft.